# ميخائيل هاريس (أستاذ جامعي)
ميخائيل هاريس (بالإنجليزية: Michael Harris)‏ هو رياضياتي أمريكي، ولد في 1954 في فيلادلفيا في الولايات المتحدة.